# The Time of My Life
«The Time of My Life» es la canción de coronación del ganador de la séptima temporada de American Idol, David Cook. También es la ganadora del concurso American Idol Songwriter's Competition, y fue escrita por Regie Hamm. Fue sacada al mercado como el primer sencillo de Cook exclusivamente en iTunes el 22 de mayo del 2008. 
En las primeras 11 horas en la canción estuvo en iTunes, esta alcanzó el #1 en la lista de Top 100 canciones en Estados Unidos y Canadá.

## Posiciones
“The Time of My Life" es una canción compuesta por Franke Previte, John DeNicola y Donald Markowitz, originalmente fue lanzada al mercado en el álbum “Knockouts” en el año de 1981, la versión fue grabada por Bill Medley y Jennifer Warnes.

| Listas (2008)          | Posición |
| ---------------------- | -------- |
| Canadian Hot 100       | 52       |
| Irish Singles Chart    | -        |
| U.K. Singles Chart     | -        |
| U.S. Billboard Hot 100 | -        |
| U.S. Billboard Pop 100 | -        |
| US iTunes Chart        | 1        |
| Canada iTunes Chart    | -        |
| UK iTunes Chart        | -        |
| Ireland iTunes Chart   | 23       |